# ロザーラ・ディタリー
ロザーラ・ディタリー（Rozala d'Italie, 950/60年 - 1003年2月7日）は、イタリア王ベレンガーリオ2世の娘。ロザーラ・ド・プロヴァンス（Rozala de Provence）とも、シュザンヌ・ディタリー（Suzanne d'Italie）とも呼ばれる。

## 生涯
初めフランドル伯アルヌール2世と結婚し、ボードゥアン4世らをもうけた。
最初の夫と死別後、フランス王ユーグ・カペーの取り決めによって、その嗣子で共同君主に立てられていたロベール2世の最初の妃となった。しかし996年、ユーグの死去により単独統治を開始したロベールによって離縁された。ロベールとの間に子はなかった。